# Acid peroxynitrơ
Acid peroxynitrơ (HNO3) là một loại nitơ phản ứng (RNS). Nó là một acid liên hợp của peroxynitrit (ONOO−). Nó có pKa ~6,8.  Nó được hình thành trong in vivo từ phản ứng kiểm soát khuếch tán của nitơ monoxide (•NO) và superoxide (O•−
2). Nó đồng phân hóa với hằng số tốc độ phản ứng k = 1,2 s−1, một quá trình trong đó tới 5% các gốc hydroxyl và nitơ dioxide có thể được hình thành. Nó oxy hóa và nitrat các hợp chất thơm với hiệu suất thấp. Cơ chế có thể bao gồm một phức chất giữa hợp chất thơm với ONOOH, và sự chuyển tiếp từ cấu hình cis sang trans của ONOOH. Acid peroxynitrơ cũng là một phần quan trọng trong hóa học khí quyển.
Nó là một đồng phân của acid nitric.